# Ryan Ferreira
Ryan Ferreira (1980) is een Amerikaanse jazz- en fusiongitarist, die ook werkt op het gebied van de improvisatiemuziek.

## Biografie
Ferreira begon vervolgens (beïnvloed door de muziekcollectie van zijn ouders) rockmuziek te spelen. Hij studeerde aan de Eastman School of Music en ontmoette muzikanten als Bobby McFerrin, Peter Erskine, Dave Holland en Kenny Wheeler. Hij werkte vanaf begin jaren 2000 in het New Yorkse jazzcircuit. De eerste opnamen ontstonden in 2003 met The Respect Sextet (album The Full Respect, met Eli Asher, James Hirschfeld, Josh Rutner, Red Wierenga, Malcolm Kirby, Ted Poor). Als gastsolist werkte hij in 2004 met de HR-Bigband bij diens Steely Dan-tribute Do It Again. Met de Jerseyband, die zich had gewijd aan de fusion van jazz en metal, bracht hij tussen 2003 en 2011 meerdere albums en ep's uit.
In de opvolgende jaren speelde hij onder andere met André Canniere, Janet Planet, Ike Sturm, Chris Dingman (Waking Dreams, 2010), met Tim Bernes Snakeoil (You've Been Watching Me, ECM Records, 2014) en met Colin Stetson (Sorrow (A Reimagining of Gorecki's 3rd Symphony), 2016). Op het gebied van jazz was hij tussen 2003 en 2014 betrokken bij zeven opnamesessies.
In 2015 werd hij met Fabian Almazan, Anna Webber, Chris Dingman, Linda Oh en Henry Cole uitgenodigd voor de SWR New Jazz Meeting. Daarbij ontstond een dubbel-cd met delen van de concerten (Realm of Possibilities). Tegenwoordig behoort hij tot de band Elemental van Stephan Crump. In 2015 onderwees hij als artist in residence aan de School of Music van de University of Washington in Seattle.
- Gemeinsame Normdatei: 135389259
- Library of Congress Control Number: no2012159259
- Virtual International Authority File: 80152381
- WorldCat: E39PBJbCHjTMFw4MdrxVQjH9jC